# Vergiliova hrobka

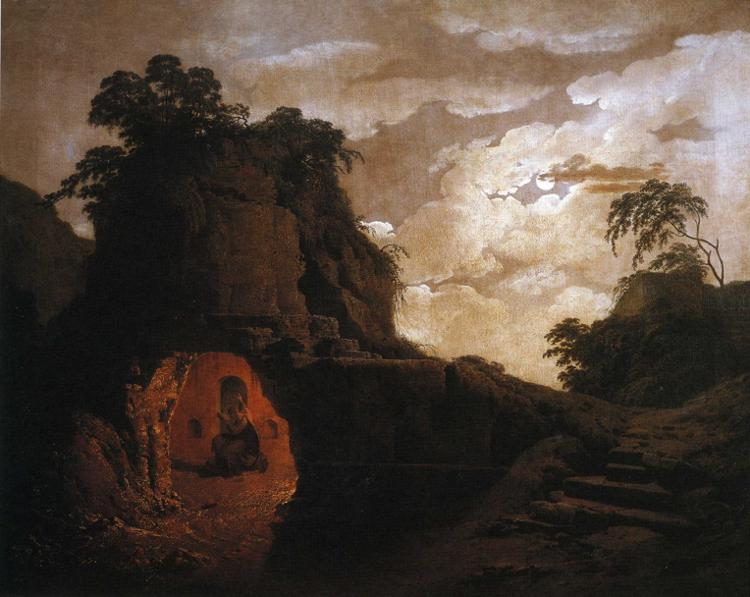
Vergiliova hrobka, 1779

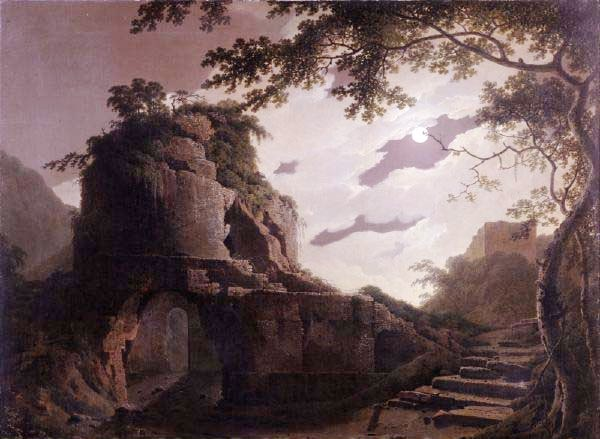
Vergiliova hrobka, 1782

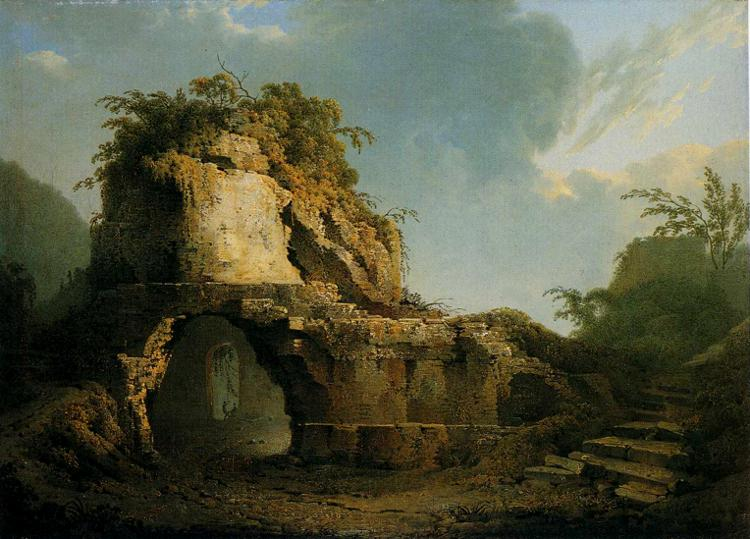
Vergiliova hrobka, 1785

Vergiliova hrobka (v originále anglicky Virgil's Tomb) je název tří tematicky podobných obrazů, které anglický romantický malíř Joseph Wright z Derby dokončil mezi lety 1779 až 1785, inspirován cestou po Itálii z let 1773-1775.

## Historie
Tématem všech tří obrazů je polozbořená antická stavba, tehdy v blízkosti Neapole, která byla tradičně považována za hrobku latinského epického básníka Publia Vergilia Marona. Wright naskicoval sedm kompozic, a zaslal je k posouzení básníkovi Williamu Hayleyovi. Na jeho radu pak realizoval první olejomalbu.
Druhou verzi obrazu Hayley (1745-1820) údajně dostal od Wrighta a daroval ji své přítelkyni, spisovatelce Amelii Opie (1869-1853), po její smrti obraz prošel dalšími soukromými sbírkami, až byl roku 1981 v aukci zakoupen pro muzeum v Derby. Wrightovo autorství u tohoto obrazu zpochybnil již roku 1968 britský historik umění Benedict Nicolson.

## Popis
- Nejstarší obraz Vergiliova hrobka s postavou Silia Italica (anglicky Virgil's Tomb, with the Figure of Silius Italicus) je olejomalba datovaná rokem 1779 a má figurální stafáž. Zobrazený Titus Catius Asconius Silius Italicus byl o něco později žijící básník, obdivovatel Vergilia. Na rozdíl od jiných Wrightových scén osvětlených jen uprostřed světlem svíčky, například obrazy Filosof předvádí tellurium nebo Experiment na ptáku ve vývěvě, rozjasňuje krajinu nad hrobkou obloha. Obraz je v soukromé sbírce.
- Vergiliova hrobka je olejomalba z roku 1782, nyní v Derbském muzeu a umělecké galerii.
- Vergiliova hrobka: Slunce se prodírá mrakem (anglicky Virgil's Tomb: sun breaking through a cloud), olejomalba z roku 1785, nyní ve sbírce Ulsterského muzea v Belfastu.

## Význam
Obrazy mají kromě své umělecké hodnoty také dokumentární hodnotu, protože území bylo počátkem 20. století zastavěno pro novou městskou čtvrť Neapole. Rozvaliny stavby byly konzervovány a doplněny, okolí upraveno na Vergiliův park. V hrobce byl již roku 1837 pohřben romantický spisovatel Giacomo Leopardi.